# Полдневица (посёлок)
Полдневи́ца — посёлок в Поназыревском районе Костромской области России. Центр Полдневицкого сельского поселения.
Посёлок расположен на одноимённой реке. Через Полдневицу проходит ведомственная железная дорога Супротивный — Малое Раменье.

## История
Полдневица была основана в 1938 году как посёлок лесорубов. В 1958 году получила статус посёлка городского типа. С 1997 года — сельский населённый пункт. Основными предприятиями Полдневицы были Шортюгский леспромхоз, работавший на базе узкоколейной железной дороги, Шортюгское предприятие промышленно-железнодорожного транспорта, ПТУ-13, Полдневицкое лесничество и Шортюгское лесничество.

## Население
Численность населения Полдневицы:
| 1959 | 1970 | 1979 | 1989 |
| ---- | ---- | ---- | ---- |
| 4987 | 4318 | 3340 | 2492 |

| 2008 | 2010  | 2014  | 2024 |
| ---- | ----- | ----- | ---- |
| 1386 | ↘1031 | ↗1207 | ↘627 |